# Senoncourt-les-Maujouy
Senoncourt-les-Maujouy är en kommun i departementet Meuse i regionen Grand Est (tidigare regionen Lorraine) i nordöstra Frankrike. Kommunen ligger i kantonen Souilly som tillhör arrondissementet Verdun. År 2022 hade Senoncourt-les-Maujouy 100 invånare.

## Befolkningsutveckling
Antalet invånare i kommunen Senoncourt-les-Maujouy
| Referens: INSEE |